# Воробйове (Березівський район)
Воробйо́ве — село Знам'янської сільської громади, Березівський район, Одеська область в Україні. Населення становить 275 осіб.

## Населення
Згідно з переписом 1989 року населення села становило 259 осіб, з яких 118 чоловіків та 141 жінка.
За переписом населення 2001 року в селі мешкали 274 особи.

### Мова
Розподіл населення за рідною мовою за даними перепису 2001 року:
| Мова       | Відсоток |
| ---------- | -------- |
| українська | 83,64 %  |
| молдовська | 8,36 %   |
| російська  | 5,82 %   |
| гагаузька  | 1,45 %   |
| болгарська | 0,36 %   |
| румунська  | 0,36 %   |

## Відомі особистості
В поселенні народився:
- Авелічев Володимир Васильович (1912—1981) — радянський партійний діяч.